# وانتج
latitudeوانتجlongitudeوانتج
وانتج (به انگلیسی: Wantage) یک منطقهٔ مسکونی در انگلستان است که در جنوب شرقی انگلستان واقع شده‌است.

## خصوصیات
وانتج ۱۱٬۳۲۷ نفر جمعیت دارد.